# フィリップ・ヤンコヴィッチ
フィリップ・ヤンコヴィッチ（セルビア語: Филип Јанковић, 英語: Filip Janković, 1995年1月17日 - ）は、ユーゴスラビア（現・セルビア）出身のサッカー選手。ポジションはMF。

## 経歴
レッドスター・ベオグラードのユースチームでキャリアをスタートさせ、2011年8月4日のUEFAヨーロッパリーグ・FKヴェンツピルス戦でプロデビューを果たした。当時16歳6ヶ月と18日であり、クラブ最年少出場記録を更新すると共にヨーロッパの大会で2番目に若いデビューとなった。
2013年にセリエAのパルマFCに移籍。翌年9月1日、カルチョ・カターニアへの期限付き移籍が発表された。
スロベニアでのプレーを経て、2017年8月28日にセグンダ・ディビシオンBのエストレマドゥーラUDと契約を締結した。
2017-18シーズン後半は、コルドバCFへローンとなりBチームでプレーした。

## 代表歴
セルビア代表として各年代でプレーしている。

## 個人成績

### クラブでの成績
| クラブ成績 | クラブ成績   | クラブ成績     | リーグ | リーグ | カップ     | カップ     | 国際大会   | 国際大会   | 通算 | 通算 |
| シーズン   | クラブ       | リーグ         | 出場   | 得点   | 出場       | 得点       | 出場       | 得点       | 出場 | 得点 |
| セルビア   | セルビア     | セルビア       | リーグ | リーグ | セルビア杯 | セルビア杯 | ヨーロッパ | ヨーロッパ | 通算 | 通算 |
| ---------- | ------------ | -------------- | ------ | ------ | ---------- | ---------- | ---------- | ---------- | ---- | ---- |
| 2011–12    | レッドスター | スーペルリーガ | 1      | 0      | 1          | 0          | 1          | 0          | 3    | 0    |
|            |              |                | リーグ | リーグ | カップ     | カップ     | 国際大会   | 国際大会   | 通算 | 通算 |
| 通算       | セルビア     | セルビア       | 1      | 0      | 1          | 0          | 1          | 0          | 3    | 0    |
| 総通算     | 総通算       | 総通算         | 1      | 0      | 1          | 0          | 1          | 0          | 3    | 0    |

## タイトル

### クラブ
レッドスター
- セルビア・カップ : 2011-12

### 代表
セルビア U-20
- FIFA U-20ワールドカップ : 2015